# Oxira cruda
Oxira cruda là một loài bướm đêm trong họ Noctuidae.